# Farhad Ghaemi
Farhad Ghaemi est un joueur iranien de volley-ball né le 28 août 1989 à Gonbad-e Qabous. Il mesure 1,97 m et joue réceptionneur-attaquant en équipe d'Iran.
Il remporte avec la sélection iranienne la médaille d'or des Jeux asiatiques de 2014 et de 2018 ainsi que la médaille de bronze de la World Grand Champions Cup masculine en 2017. Il est également champion d'Asie en 2013 et 2019.
En mars 2021, il annonce sa retraite internationale.